# Кугель, Наталия Аркадьевна
Наталия Аркадьевна Кугель (5 июня 1946, Одесса, Украинская ССР — 14 декабря 2020, Пенза, Россия) — советский и российский деятель культуры, музейный и театральный работник, режиссёр, художественный руководитель центра театрального искусства «Дом Мейерхольда» в Пензе, заслуженный деятель искусств Российской Федерации.

## Биография
Окончила Одесское государственное художественное училище им. М. Б. Грекова (скульптура), Московский государственный институт культуры (театральная режиссура). С 1972 по 1977 годы работала ассистентом, вторым режиссёром на киностудии «Мосфильм», режиссёром, художником по костюмам в «Москонцерте».
С 1977 года — сотрудник Объединения Государственных литературно-мемориальных музеев Пензенской области. Автор экспозиций в лермонтовском музее-заповеднике «Тарханы», музее В. Г. Белинского в г. Белинский Пензенской области, музее А. И. Куприна в селе Наровчат Пензенской области. В 1982 году принимала участие в окончании реставрационных работ дома В. Э. Мейерхольда в Пензе и создании первой экспозиции музея Мейерхольда. С 1984 года — первый директор дома-музея В. Э. Мейерхольда. Занимала эту должность вплоть до своей смерти.
Наталия Кугель является автором мемориальной экспозиции в музее Мейерхольда 1994 года, с 1989 года — художественный руководитель экспериментального театра-студии «Авансцена». В годы её руководства на территории музейного комплекса 20 ноября 1999 года был открыт первый в России и мире памятник В. Э. Мейерхольду (памятник выполнен в бронзе, скульптор Ю. Е. Ткаченко).
Наталия Кугель является автором проекта «Театр доктора Дапертутто». Театр был создан в музее Мейерхольда, после чего в 2003 году музей переименовали в Центр театрального искусства «Дом Мейерхольда», а Наталья Кугель стала его художественным руководителем. Также она руководила труппой «Театра Доктора Дапертутто» в качестве режиссёра-постановщика.
Наталья Аркадьевна Кугель скончалась 14 декабря 2020 года в Пензе, после тяжёлой болезни.

## Семья
Дед — Кугель Викентий Матвеевич (1885—1953) — фотограф и архитектор.
Дочь — Полина, умерла.